# Jaime Perelló Borras
Jaime R. Perelló Borrás (San Juan, Puerto Rico, 14 de setembre de 1973) és un polític Porto-riqueny, 30è President de la Cambra de Representants de Puerto Rico.
Jaime Perelló està afiliat al Partit Popular Democràtic de Puerto Rico (PDP) i al Partit Demòcrata dels Estats Units.
Perelló va presentar la seva candidatura per la Cambra de Representants, guanyant un lloc per les primàries del seu partit el 2008. Més tard va ser elegit a les eleccions generals com a Representant. El 2012, va dirigir l'equip de candidats per representants del PDP i el novembre de 2012 va aconseguir la majoria en la Cambra, revalidant com a Representant per acumulació (circumscripció única). El PDP va guanyar la majoria en les dues cambres, el senat i la cambra de representants que el va escollir com a President.